# Clamensane
Clamensane ist eine französische Gemeinde mit 180 Einwohnern (Stand 1. Januar 2022) im Département Alpes-de-Haute-Provence in der Region Provence-Alpes-Côte d’Azur. Sie gehört zum Arrondissement Forcalquier und zum Kanton Seyne. Die Bewohner nennen sich die Clamensanais.

## Geographie
Die Gemeinde liegt in den französischen Seealpen und grenzt im Norden an Le Caire, im Osten an Bayons, im Süden an Valavoire, im Südwesten an Châteaufort und im Westen an La Motte-du-Caire.
Der Dorfkern befindet sich auf 700 Meter ü. d. M. im Tal des Flusses Sasse. Der Sommet de Bramefan ist ein 1658 Meter hoher Berg.

## Bevölkerungsentwicklung
| Jahr      | 1962 | 1968 | 1975 | 1982 | 1990 | 1999 | 2005 | 2012 |
| --------- | ---- | ---- | ---- | ---- | ---- | ---- | ---- | ---- |
| Einwohner | 128  | 125  | 106  | 110  | 115  | 131  | 151  | 181  |

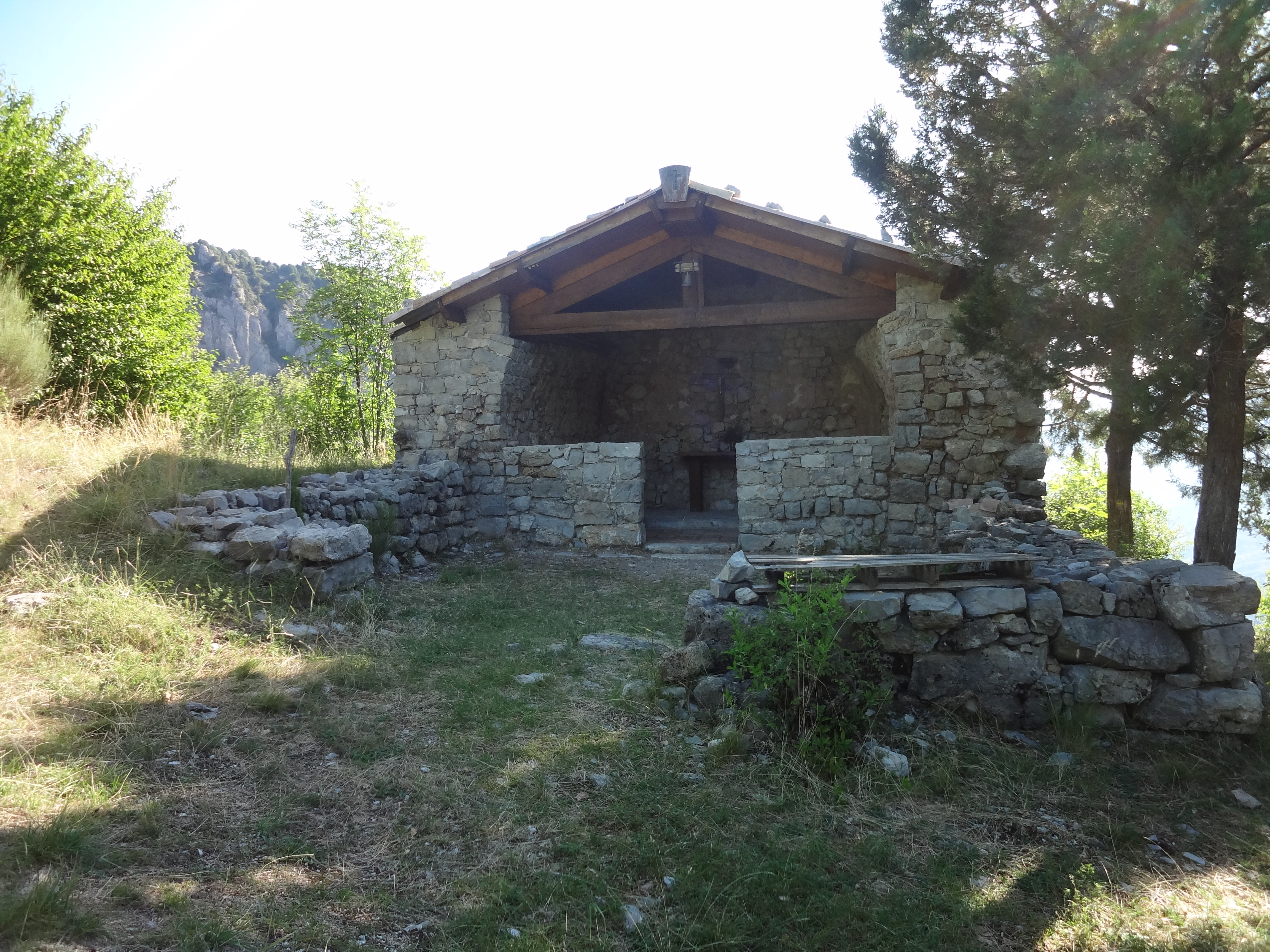
Kapelle Saint-Amand
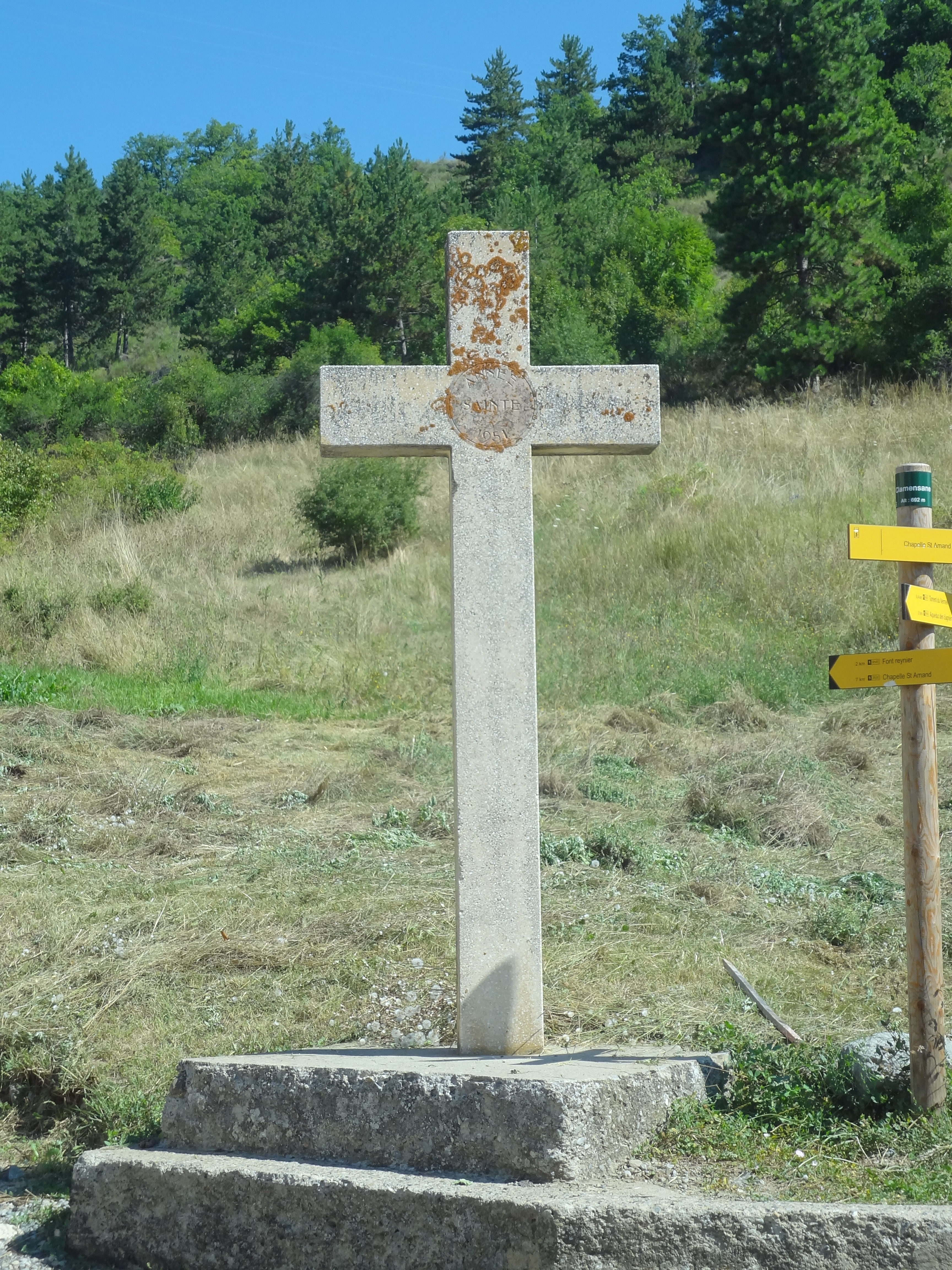
Kreuz aus dem Jahr 1954
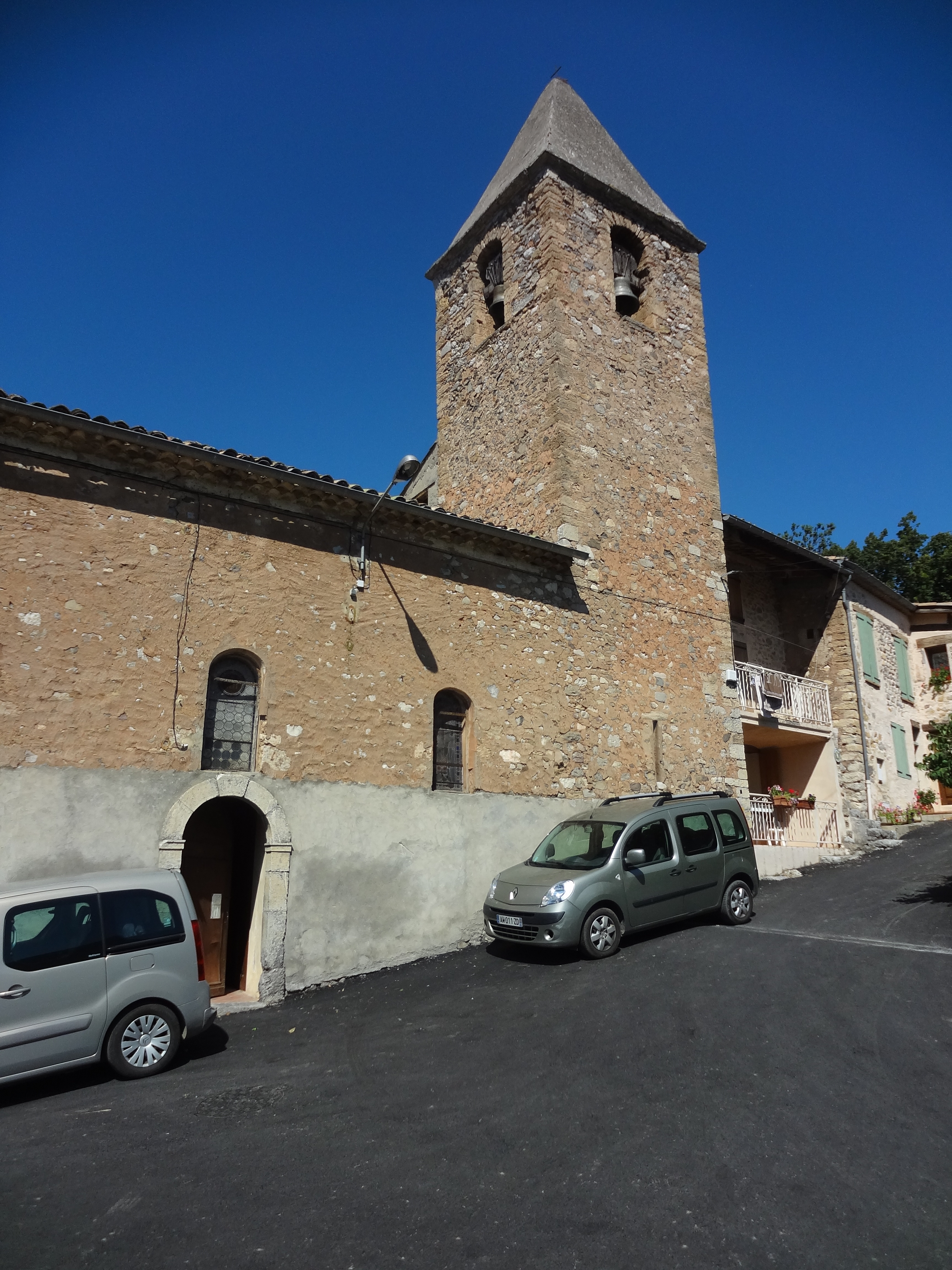
Kirche Notre-Dame